# 北京オリンピック 2008
『北京オリンピック 2008』（原題: Beijing 2008）は、ユーロコムが開発し、2008年6月28日にセガから発売されたビデオゲームソフトである。

## 概要
国際オリンピック委員会公認のビデオゲームシリーズの第9弾である。
本ゲームは32か国と38種目が収録されており、またオンライン対戦も初めて導入された。

## 収録競技
- 陸上競技
- 競泳
- 体操競技
- 柔道
- アーチェリー
- 射撃
- 重量挙げ
- 自転車競技
- カヌー
- 卓球